# Between the Lines (Jason Donovan)
Between the Lines è il secondo album del cantante australiano Jason Donovan, pubblicato dalle etichetta discografiche PWL e (per l'Australia) Mushroom nel 1990.
L'album, disponibile su long playing, musicassetta e compact disc, è prodotto dal trio Stock, Aitken & Waterman, che ha firmato tutti i brani eccetto Rhythm of the Rain, interamente composto da Gummoe.
Il disco viene messo sul mercato dopo l'uscita l'anno prima di un singolo, When You Come Back to Me, ed in seguito ne vengono tratti altri quattro.
Il titolo è stato riutilizzato per l'autobiografia dell'artista, pubblicata nel 2007.

## Tracce

### Lato A
1. When You Come Back to Me
2. Hang On to Your Love
3. Another Night
4. Love Would Find a Way
5. Rhythm of the Rain

### Lato B
1. I'm Doin' Fine
2. Careless Talk and Silly Lies
3. When it's All Over
4. Like it Was Yesterday
5. Hard to Say it's Over